# Caroline Aupick
Pour les articles homonymes, voir Aupick.
Caroline Aupick, née Dufaÿs à Londres, le 27 septembre 1793 et morte à Honfleur (Calvados) le 16 août 1871, est la mère du poète français Charles Baudelaire (1821-1867).

## Biographie

### Famille
Caroline  Dufaÿs naît le 27 septembre 1793 à Londres (paroisse Saint-Pancras, aujourd'hui Camden), d'émigrés français. Son père, Charles Dufaÿs, officier ou soldat, sera tué en 1795 pendant le débarquement de l’armée royaliste à Quiberon. Sa mère, Julie Foyot, est fille de Didier François Foyot, procureur au parlement de Paris de 1768 à 1785, mort à Neuvy en 1797, et de Madeleine Pauline Campagnac. Elle décède à Paris en 1800. 
Orpheline à sept ans, Caroline Dufaÿs est recueillie par l’avocat et futur député de l'Aisne Pierre Pérignon et son épouse Louise Coudougnan. Elle vit chez eux, à l'hôtel Véron, 16 rue d'Auteuil, alors dans la banlieue ouest de Paris.

### Madame Baudelaire
En 1819, à 26 ans, elle épouse un ami de ses protecteurs, Joseph-François Baudelaire, âgé de 60 ans. En avril 1821 naît Charles Baudelaire, dont M. et Mme Pérignon sont les parrain et marraine. François Baudelaire meurt à Paris le 10 février 1827.

### Madame Aupick
Le 8 novembre 1828, Caroline Dufaÿs se remarie à Paris avec le commandant Jacques Aupick. En 1830, il participe à la prise d'Alger puis est envoyé à Lyon pour réprimer la révolte des canuts. La famille revient à Paris en 1836. En 1839, Jacques Aupick devient général de brigade et commandant du département de la Seine et de la Place de Paris. Il est nommé général de division et commandant de l’École polytechnique en 1847. Envoyé extraordinaire et ministre plénipotentiaire à Constantinople sous la Seconde République, ambassadeur à Madrid en 1851, sénateur en 1853, il meurt à Paris le 27 avril 1857, quelques semaines avant la parution des Fleurs du mal.
Veuve une deuxième fois, Mme Aupick vit à Honfleur, sur la Côte de Grâce.
Elle y décède le 16 août 1871.

### Relations avec Charles Baudelaire
Toute sa vie, Baudelaire aimera passionnément sa mère. Enfant et adolescent, il s'entend mal avec son beau-père. Les relations familiales se dégradent quand, après son baccalauréat, Baudelaire accumule les dettes et décide d'être poète. À sa majorité, il reçoit l'héritage de son père, environ 100 000 francs-or[réf. souhaitée] mais, en deux ans, dépense la moitié de cette fortune[réf. souhaitée]. 
Caroline Aupick le fait alors mettre sous tutelle. En 1844, un notaire, Narcisse Ancelle, est nommé conseil judiciaire.[réf. souhaitée] Vers 1846, le général Aupick et son beau-fils rompent toute relation. Pendant une douzaine d’années, les relations entre Baudelaire et sa mère sont très conflictuelles. Mais Baudelaire ne renonce pas à intéresser sa mère à son œuvre.  Leurs relations s’améliorent en 1858. Caroline Aupick admire le talent de son fils mais reste persuadée qu'il gâche son existence.[réf. souhaitée]
À partir de 1858, Mme Aupick espère que son fils s’installera définitivement auprès d’elle à Honfleur. Baudelaire y séjourne en 1859. Il y écrit Le Salon de 1859 et plusieurs poèmes, dont Le Voyage. Il affirme son intention de vivre avec sa mère, mais, en 1864, part pour Bruxelles. En mars 1866, une attaque cérébrale le frappe de paralysie et d'aphasie. Mme Aupick ramène son fils à Paris, où elle l'installe dans une maison de santé. Il y meurt le 31 août 1867.
À Honfleur, le poète surnommait la demeure de sa mère la « maison joujou ». Achetée par le général Aupick, celui-ci y avait ajouté un jardin d'hiver. Baudelaire attendit sa mort pour s'y rendre et y travailler de façon studieuse. Il y envoya Le Voyage à son éditeur, y commença son étude sur Théophile Gautier et acheva la deuxième édition des Fleurs du mal. Après la mort de Caroline Aupick, la demeure est acquise par le principal du collège de la ville, louée par Alphonse Allais de 1898 à 1900 puis détruite, remplacée par un bâtiment hospitalier et finalement, en 1977, par un pavillon privé. La voie qui la borde est d'ailleurs la rue Alphonse-Allais, la rue Baudelaire, plus petite, inaugurée en 1923, étant située à l'une de ses intersections. Au croisement, une plaque commémorative présente une photo de la « maison joujou ».

### Caroline Aupick et l’œuvre de Baudelaire
Mme Aupick  favorise l’édition des Œuvres complètes de son fils chez Michel Lévy (1868-1870), préparée par le  poète Théodore de Banville et l’écrivain Charles Asselineau. 
Deux poèmes des Fleurs du mal la concernent. Ils rappellent l’époque où elle était veuve de François Baudelaire :  
- Je n’ai pas oublié, voisine de la ville évoque l’atmosphère paisible d’une petite maison de campagne, à Neuilly-sur-Seine, où sa mère et lui avaient vécu en 1827 ;
- La servante au grand cœur dont vous étiez jalouse où Baudelaire reproche à sa mère, ainsi qu'à lui-même, leur ingratitude envers la mémoire d'une domestique défunte.

L'essai en partie autobiographique Morale du joujou évoque la mère du poète. Mme Aupick  est parfois mentionnée dans des textes regroupés sous le titre général de Journaux intimes (Fusées, Hygiène, Mon cœur mis à nu).